# Monte degli Ulivi

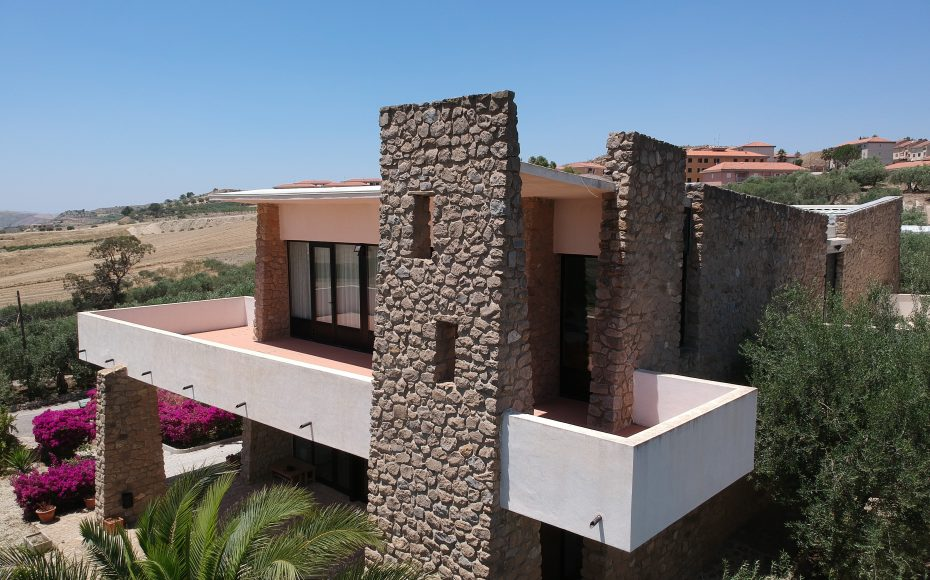
Gemeinschaftshaus

Monte degli Ulivi (italienisch monte degli ulivi ‚Ölberg‘) ist ein aus sechs Gebäuden bestehendes Ensemble des Architekten Leonardo Ricci am südöstlichen Rand der Kleinstadt Riesi auf Sizilien. Es wurde in den Jahren 1963 bis 1966 für die 1961 von dem waldensischen Pfarrer Tullio Vinay gegründete Diakonieeinrichtung Servizio Cristiano errichtet, die es seitdem nutzt und erweitert hat.

## Beschreibung

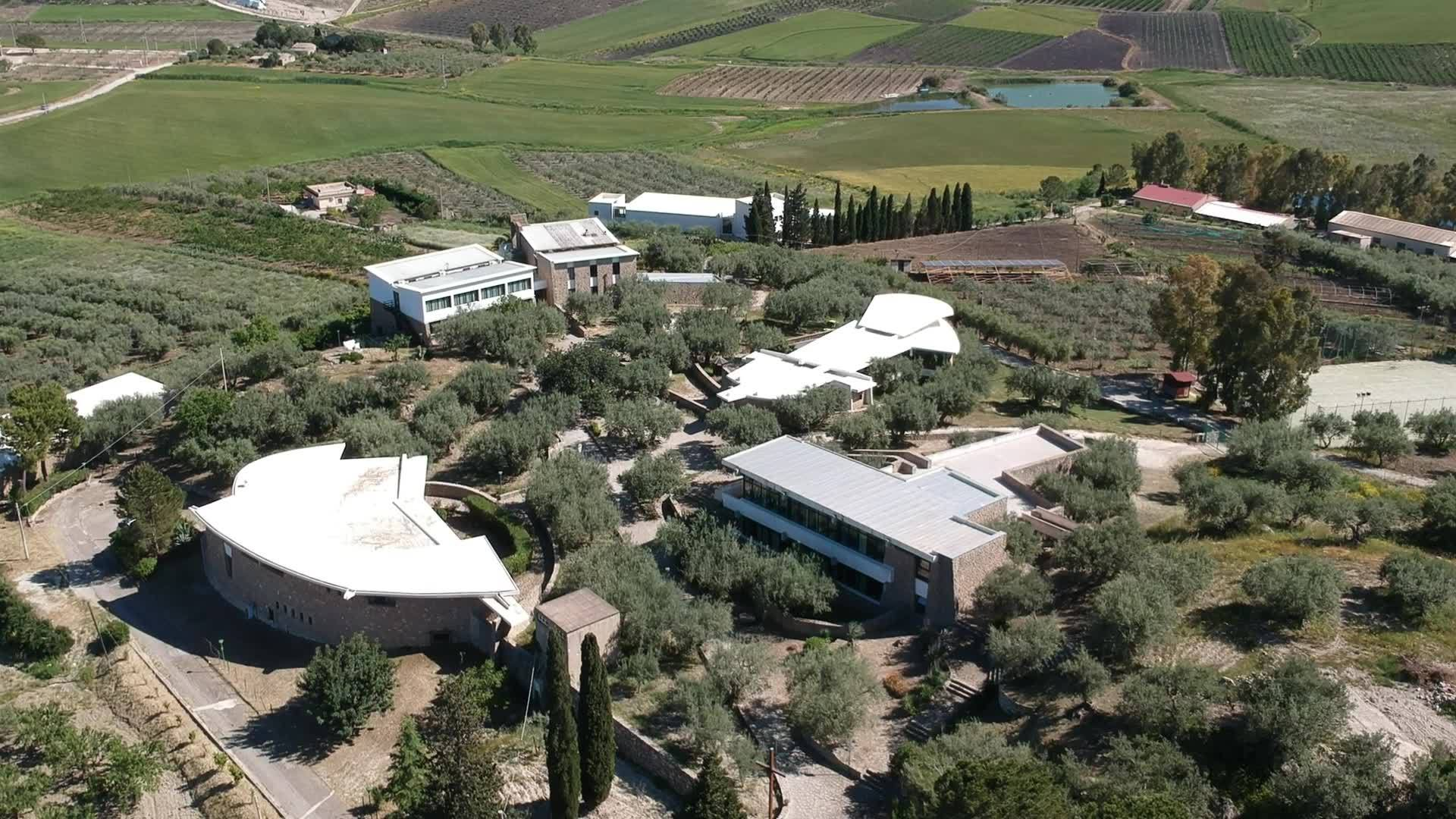
Luftbild (2019)

Es besteht aus den folgenden Gebäuden, die in einen Olivenhain in Hanglage eingebettet sind:
- Gemeinschaftshaus (Casa Comunitaria) mit Speisesaal, Küche und Wohnungen,
- Kindergarten (Scuola Materna),
- Grundschule (Scuola Elementare),
- Berufsschule für Mechaniker (Scuola Officina Meccanica),
- Bibliothek (Biblioteca),
- Haus für Familien (Casa per Famiglie)

Ein ebenfalls geplantes Kirchengebäude (Ecclesia) wurde nicht verwirklicht.

Die Gebäude zeichnen sich durch organisch geschwungene Pultdächer aus weiß verputztem Beton aus, die sich von kantigen Mauern aus unverputztem Naturstein abheben. Rechte Winkel sind selten. Das Ensemble nimmt dadurch einerseits Bezug auf Riccis Lehrer Giovanni Michelucci und den Stil Frank Lloyd Wrights und bezieht sich andererseits auf die sizilianische Landschaft, da der verwendete Naturstein aus der unmittelbaren Umgebung stammt.

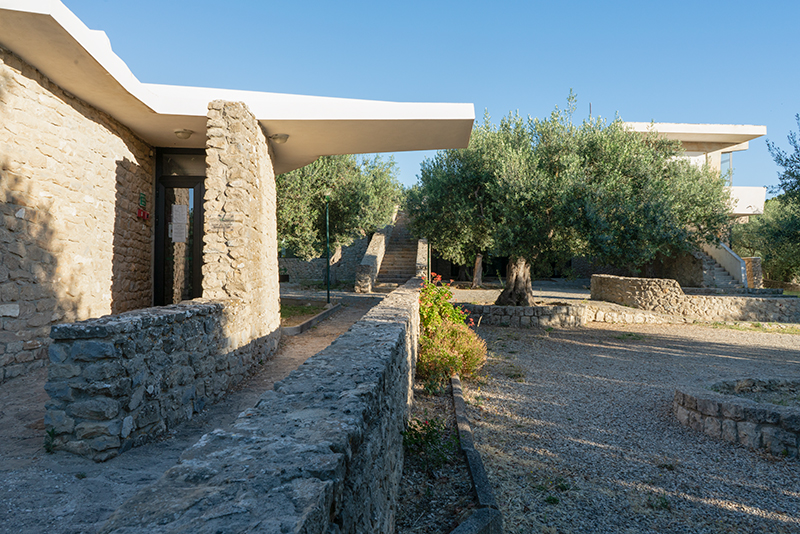
Hof, links der Kindergarten
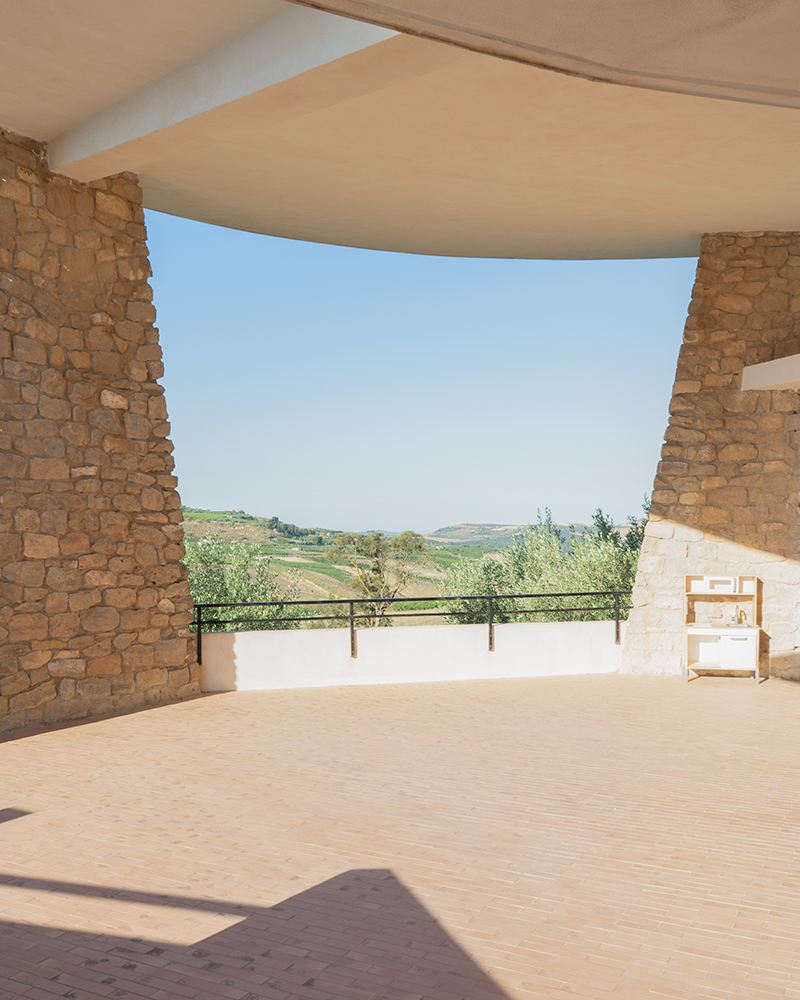
Blick vom Balkon des Kindergartens
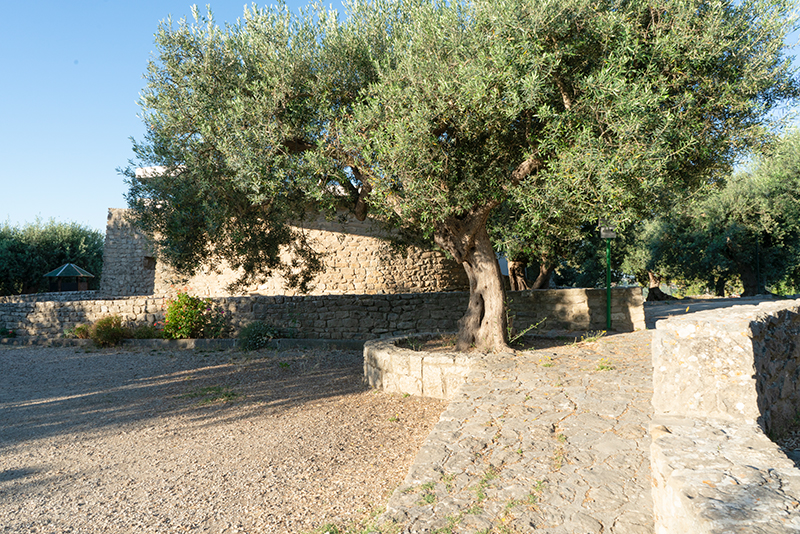
Ölbaum vor der Grundschule

## Geschichte
Das Ensemble wurde nach dem Hügel benannt, auf dem es steht, bezieht sich aber auch auf den biblischen Ölberg. Erbaut wurde es von örtlichen Bauunternehmen zusammen mit einer Gemeinschaft von Freiwilligen, die das Diakoniezentrum gemeinsam mit Tullio Vinay gründeten. Vinays Motivation war, der durch den Niedergang des Schwefelbergbaus in der Region begründeten Armut, dem Analphabetismus und der Kriminalität entgegenzutreten.
Leonardo Ricci, der selbst aus einer Waldenserfamilie stammte, hat 1946/1947 auch das ebenfalls von Vinay gegründete ökumenische Zentrum Agape oberhalb von Prali im Piemont entworfen.
Die ursprüngliche Berufsschule wird heute als Verwaltungsgebäude und für Veranstaltungen genutzt. Zum anfänglichen Komplex hinzugekommen sind ein weiteres Gästehaus, eine Einrichtung für Menschen mit Behinderung und ein Sportplatz. Für die auf dem Gelände betriebene Landwirtschaft (Oliven, Mandeln, Gemüse) gibt es Schuppen und Wasserreservoirs. Im Stadtzentrum von Riesi befinden sich eine Familienberatungsstätte sowie die Kirche der waldensischen Gemeinde aus dem 19. Jahrhundert.

## Bedeutung
Die Berufsschule für Mechaniker wurde als „eines der charakteristischsten Werke der Architekturbewegung der Moderne auf Sizilien“ bezeichnet, der gesamte Komplex als „große Architektur“, die jedoch grob und mit einfachen Mitteln ausgeführt sei.
Der Komplex wurde 2008 unter Denkmalschutz gestellt wegen der „einzigartigen, informell inspirierten und organisch beeinflussten Bildsprache, die geschickte Einbindung in Natur und Landschaft, die besondere Interpretation einer neuen Gemeinschaftsidee und die Entwurfsmethode des Urhebers von unbestrittener Gestaltungsqualität, als wesentlicher Beitrag zur sizilianischen Architekturlandschaft“.
Eine Beschreibung anlässlich des 100. Geburtstags Riccis schloss mit den Worten, der Monte degli Ulivi sollte „als Erfahrung von gehobener Bedeutung in Erinnerung bleiben, als urbaner Ausdruck der Kontinuität der Handlungen einer ganzen Gemeinschaft; ein Organismus, der sich zum Leben eignet und in dem sich jeder Bewohner lebendig fühlt.“